# Koala (moneda de plata)
El Koala de plata es una moneda acuñada en Australia considerada bullion o de inversión. Es una moneda de gran interés numismático y muy valorada por coleccionistas al ser una moneda de colección.
El reverso cambia cada año con un nuevo diseño pero el koala es el elemento en común estando presente en todas las acuñaciones, desde que fuése lanzada en 2007.
También podemos ver en el reverso el año, peso («1Oz») y pureza («999 Silver») y en la parte superior vemos escrito «Australian Koala».
Por otro lado en el anverso encontramos un busto de Isabel II con la inscripción «Elisabeth II Australia» en la parte superior y en la parte inferior el valor facial «1 Dollar».
Estas monedas son fabricadas en la Perth Mint  y se presentan en cápsulas individuales. Su canto es estriado y se pueden encontrar en diferentes tamaños: ½ Oz, 1 Oz, 10 onzas y 1 kg.

## Especificaciones
| Especificaciones | Especificaciones | Especificaciones | Especificaciones | Especificaciones |
| Peso (troy oz)   | Peso (gramos)    | Valor facial     | Diámetro (mm)    | Grosor* (mm)     |
| ---------------- | ---------------- | ---------------- | ---------------- | ---------------- |
|                  | 1002.50          | AU$30            | 100.60           | 14.60            |
| 10               | 312.35           | AU$10            | 75.60            | 8.70             |
| 1                | 31.14            | AU$1             | 40.60            | 4.00             |
| 1⁄2              | 15.6             | 50 cents         | 36.60            | 2.30             |
| 1⁄10             | 15.6             | 10 cents         | 20.60            | 2.00             |

* Este es el espesor máximo. Los espesores son diferentes según el diseño anual del reverso.